# Zykeltyp
Der Zykeltyp, kurz Typ, ist in der Kombinatorik und der Gruppentheorie eine wichtige Eigenschaft von Permutationen. Der Zykeltyp beschreibt die Anzahl und Längen der Zyklen in der Zykeldarstellung einer Permutation. Die Anzahl der möglichen Typen {\displaystyle n}-stelliger Permutationen entspricht gerade der Anzahl der Partitionen der Zahl {\displaystyle n}. Die Anzahl der Permutationen pro Zykeltyp kann aus der Typbeschreibung errechnet werden, wobei die Permutationen mit gleicher Zyklenzahl durch die Stirling-Zahlen erster Art gezählt werden.
Die inverse Permutation weist immer den Typ der Ausgangspermutation auf. Auch das Ergebnis der Komposition zweier Permutationen besitzt unabhängig von der Reihenfolge der Operanden immer den gleichen Zykeltyp. Weiter sind zwei Permutationen genau dann zueinander konjugiert, wenn sie vom gleichen Typ sind. Die Permutationen gleichen Zykeltyps bilden demnach die Konjugationsklassen der symmetrischen Gruppe vom Grad {\displaystyle n}.

## Definition
Jede Permutation der symmetrischen Gruppe {\displaystyle S_{n}} lässt sich eindeutig (bis auf Vertauschung der Faktoren) als Komposition von höchstens {\displaystyle n} paarweise disjunkten Zyklen darstellen. Bezeichnet nun {\displaystyle b_{j}} für {\displaystyle j=1,\ldots ,n} die Anzahl der Zyklen der Länge {\displaystyle j} einer Permutation {\displaystyle \pi \in S_{n}}, dann ist der Zykeltyp dieser Permutation der formale Ausdruck
{\displaystyle \operatorname {typ} (\pi )=1^{b_{1}}2^{b_{2}}\ldots n^{b_{n}}},
wobei die Terme mit {\displaystyle b_{j}=0} nicht aufgeführt werden müssen. Formal heißt hier, dass das Produkt und die Potenzen nicht tatsächlich ausgerechnet werden. Teilweise wird der Ausdruck auch mit eckigen Klammern versehen. Eine alternative Darstellung des Typs einer Permutation ist das {\displaystyle s}-Tupel
{\displaystyle \operatorname {typ} (\pi )=\left(k_{1},k_{2},\ldots ,k_{s}\right)},
wobei {\displaystyle s\leq n} und {\displaystyle k_{1}\geq \ldots \geq k_{s}\in \mathbb {N} } die Längen der Zyklen in der Zykeldarstellung der Permutation in absteigender Reihenfolge sind. Gelegentlich werden die Zyklenlängen auch in aufsteigender Reihenfolge notiert. Beide Darstellungen beinhalten die gleichen Informationen über eine Permutation und können einfach ineinander umgewandelt werden.

## Beispiele

### Konkrete Beispiele
Die Permutation
{\displaystyle \pi ={\begin{pmatrix}1&2&3&4&5&6&7\\2&4&1&3&5&7&6\end{pmatrix}}=(1243)(5)(67)\in S_{7}}
weist den Zykeltyp
{\displaystyle \operatorname {typ} (\pi )=1^{1}2^{1}3^{0}4^{1}5^{0}6^{0}7^{0}=1^{1}2^{1}4^{1}}   oder   {\displaystyle \operatorname {typ} (\pi )=\left(4,2,1\right)}

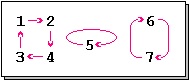
Graph einer Permutation vom Typ oder.

auf, denn ihre Zykeldarstellung besteht aus je einem Zyklus der Länge eins, zwei und vier. Den gleichen Zykeltyp besitzt etwa auch die Permutation {\displaystyle \pi =(1457)(36)(2)\in S_{7}}.

### Allgemeinere Beispiele
Die folgenden Arten {\displaystyle n}-stelliger Permutationen {\displaystyle \pi \in S_{n}} mit {\displaystyle n\geq 2} besitzen jeweils den zugehörigen Zykeltyp:
- identische Permutation:

{\displaystyle \operatorname {typ} (\pi )=1^{n}}   oder   {\displaystyle \operatorname {typ} (\pi )=(1,\ldots ,1)}
- Transpositionen (Vertauschungen):

{\displaystyle \operatorname {typ} (\pi )=1^{n-2}2^{1}}   oder   {\displaystyle \operatorname {typ} (\pi )=(2,1,\ldots ,1)}
- zyklische Permutationen der Länge {\displaystyle r\geq 2}:

{\displaystyle \operatorname {typ} (\pi )=1^{n-r}r^{1}}   oder   {\displaystyle \operatorname {typ} (\pi )=(r,1,\ldots ,1)}
- fixpunktfreie Permutationen:

{\displaystyle \operatorname {typ} (\pi )=2^{b_{2}}\ldots n^{b_{n}}}   oder   {\displaystyle \operatorname {typ} (\pi )=\left(k_{1},\ldots ,k_{s}\right)} mit {\displaystyle k_{j}\geq 2} für alle {\displaystyle j}
- selbstinverse Permutationen:

{\displaystyle \operatorname {typ} (\pi )=1^{b_{1}}2^{b_{2}}}   oder   {\displaystyle \operatorname {typ} (\pi )=\left(k_{1},\ldots ,k_{s}\right)} mit {\displaystyle k_{j}\leq 2} für alle {\displaystyle j}

## Anzahlen
| {\displaystyle n} | Zykeltyp | Zykeltyp    | Zykelstruktur                 | Anzahl |
| ----------------- | -------- | ----------- | ----------------------------- | ------ |
| 1                 | 1        | (1)         | ( • )                         | 1      |
| 2                 | 12       | (1,1)       | ( • ) ( • )                   | 1      |
| 2                 | 21       | (2)         | ( • • )                       | 1      |
| 3                 | 13       | (1,1,1)     | ( • ) ( • ) ( • )             | 1      |
| 3                 | 1 21     | (2,1)       | ( • • ) ( • )                 | 3      |
| 3                 | 31       | (3)         | ( • • • )                     | 2      |
| 4                 | 14       | (1,1,1,1)   | ( • ) ( • ) ( • ) ( • )       | 1      |
| 4                 | 12 21    | (2,1,1)     | ( • • ) ( • ) ( • )           | 6      |
| 4                 | 2        | (2,2)       | ( • • ) ( • • )               | 3      |
| 4                 | 1 31     | (3,1)       | ( • • • ) ( • )               | 8      |
| 4                 | 41       | (4)         | ( • • • • )                   | 6      |
| 5                 | 15       | (1,1,1,1,1) | ( • ) ( • ) ( • ) ( • ) ( • ) | 1      |
| 5                 | 13 21    | (2,1,1,1)   | ( • • ) ( • ) ( • ) ( • )     | 10     |
| 5                 | 1 22     | (2,2,1)     | ( • • ) ( • • ) ( • )         | 15     |
| 5                 | 12 31    | (3,1,1)     | ( • • • ) ( • ) ( • )         | 20     |
| 5                 | 21 31    | (3,2)       | ( • • • ) ( • • )             | 20     |
| 5                 | 1 41     | (4,1)       | ( • • • • ) ( • )             | 30     |
| 5                 | 51       | (5)         | ( • • • • • )                 | 24     |

### Zahl der Typen
Für die Anzahl und Längen der Zyklen einer {\displaystyle n}-stelligen Permutation gilt stets
{\displaystyle 1\cdot b_{1}+2\cdot b_{2}+\ldots +n\cdot b_{n}=n},
demnach müssen für {\displaystyle n\geq 2} manche der Zahlen {\displaystyle b_{j}} gleich null sein. Für die Summe aller Zykellängen gilt entsprechend
{\displaystyle k_{1}+k_{2}+\ldots +k_{s}=n}.
Daher entspricht die Anzahl der Zykeltypen in {\displaystyle S_{n}} gerade der Anzahl der Partitionen der Zahl {\displaystyle n}, die durch die Folge
{\displaystyle 1,2,3,5,7,11,\ldots }   (Folge A000041 in OEIS)
gegeben ist. In der nebenstehenden Tabelle ist die Anzahl der Zykeltypen in {\displaystyle S_{n}} die Zahl der Zeilen zu dem gegebenen {\displaystyle n}.

### Zahl der Permutationen pro Typ
Die Anzahl der Permutationen {\displaystyle \pi \in S_{n}} mit {\displaystyle \operatorname {typ} (\pi )=1^{b_{1}}2^{b_{2}}\ldots n^{b_{n}}} beträgt
{\displaystyle {\frac {n!}{b_{1}!\cdot b_{2}!\cdot \ldots \cdot b_{n}!\cdot 1^{b_{1}}\cdot 2^{b_{2}}\cdot \ldots \cdot n^{b_{n}}}}}   (Folge A036039 in OEIS),
denn die Zyklen der Länge {\displaystyle j} können auf {\displaystyle b_{j}!} verschiedene Weisen angeordnet werden, wobei jeder dieser Zyklen auf {\displaystyle j} verschiedene Weisen geschrieben werden kann. In der nebenstehenden Tabelle finden sich diese Anzahlen in der letzten Spalte. Unter Zuhilfenahme der Tupeldarstellung lässt sich die Anzahl der möglichen Permutationen eines gegebenen Zykeltyps auch durch
{\displaystyle {\frac {n!}{b_{1}!\cdot \ldots \cdot b_{n}!\cdot k_{1}\cdot \ldots \cdot k_{s}}}},
angeben. Verwandt dazu sind die Stirling-Zahlen erster Art {\displaystyle s_{n,k}}, die die Anzahl der {\displaystyle n}-stelligen Permutationen angeben, die genau {\displaystyle k} Zyklen aufweisen. Die Stirling-Zahlen entstehen aus der Summe der Anzahlen der Permutationen mit gleicher Zyklenzahl. Beispielsweise ist die Stirling-Zahl {\displaystyle s_{5,2}=30+20=50}, siehe die zweit- und drittletzte Zeile in der Tabelle.

## Zykelklassen
Die Permutationen gleichen Zykeltyps bilden Äquivalenzklassen und man schreibt {\displaystyle \pi \sim \sigma }, wenn zwei Permutationen {\displaystyle \pi ,\sigma \in S_{n}} den gleichen Typ besitzen, das heißt
{\displaystyle \pi \sim \sigma \Leftrightarrow \operatorname {typ} (\pi )=\operatorname {typ} (\sigma )}.
Für die inverse Permutation {\displaystyle \pi ^{-1}} einer Permutation {\displaystyle \pi } gilt immer
{\displaystyle \pi ^{-1}\sim \pi },
denn durch die Invertierung drehen sich nur die Reihenfolgen der Zahlen innerhalb der einzelnen Zyklen um. Zwar ist die Hintereinanderausführung zweier Permutationen {\displaystyle \pi ,\sigma } im Allgemeinen nicht kommutativ, aber es gilt stets
{\displaystyle \pi \circ \sigma \sim \sigma \circ \pi },
das Resultat einer Komposition weist also unabhängig von der Reihenfolge der Operanden den gleichen Zykeltyp auf. Auch durch Konjugation mit einer beliebigen Permutation {\displaystyle \sigma } ändert sich der Typ einer Permutation {\displaystyle \pi } nicht, das heißt, es gilt
{\displaystyle \sigma \circ \pi \circ \sigma ^{-1}\sim \pi }.
Allgemein sind zwei Permutationen sogar genau dann konjugiert, wenn sie vom gleichen Typ sind. Die {\displaystyle n}-stelligen Permutationen gleichen Zykeltyps bilden daher die Konjugationsklassen der symmetrischen Gruppe {\displaystyle S_{n}}.